# Тшепизур, Януш
Януш Роман Тшепизур (пол. Janusz Roman Trzepizur; род. 21 мая 1959, Намыслув) — польский легкоатлет, специалист по прыжкам в высоту. Выступал за сборную Польши по лёгкой атлетике в 1979—1983 годах, обладатель серебряной медали чемпионата Европы, серебряный призёр чемпионата Европы в помещении, победитель и призёр первенств республиканского значения, участник летних Олимпийских игр в Москве. Бизнесмен, общественный деятель и политик.

## Биография
Януш Тшепизур родился 21 мая 1959 года в городе Намыслув, Польша. Занимался лёгкой атлетикой в Кендзежин-Козле, проходил подготовку в местном клубе Chemika Kędzierzyn.
Впервые заявил о себе на международном уровне в сезоне 1979 года, когда вошёл в состав польской сборной и выступил на Кубке Европы в Турине, где в зачёте прыжков в высоту стал пятым. Будучи студентом, представлял Польшу на Всемирной Универсиаде в Мехико — в финале прыгнул на 2,21 метра, расположившись в итоговом протоколе соревнований на седьмой строке.
Благодаря череде успешных выступлений в 1980 году удостоился права защищать честь страны на летних Олимпийских играх в Москве — в программе прыжков в высоту показал результат 2,18 метра, став в финале 12-м.
В 1981 году превзошёл всех соперников в полуфинале Кубка Европы в Варшаве, стал чемпионом Польши в прыжках в высоту, был вторым на международном турнире DN Galan в Стокгольме, третьим на Мировом классе в Цюрихе, четвёртым на Мемориале Ван Дамме в Брюсселе.
В 1982 году принял участие в чемпионате Европы в помещении в Милане — в зачёте прыжков в высоту установил свой личный рекорд в помещении (2,32) и завоевал серебряную награду, уступив только западногерманскому прыгуну Дитмару Мёгенбургу. Позднее на соревнованиях в немецком Эберштадте получил серебро, установив личный рекорд на открытом стадионе — 2,30 метра. Также взял бронзу на DN Galan, одержал победу на международном турнире Golden Gala в Риме. На чемпионате Европы в Афинах с результатом 2,27 стал серебряным призёром, вновь был превзойдён немцем Мёгенбургом.
В 1983 году вновь победил на чемпионате Польши, выиграл бронзовую медаль на турнире в Турине и серебряную медаль на турнире в Мюнхене. По окончании сезона завершил спортивную карьеру.
Впоследствии занимался бизнесом, общественной и политической деятельностью. Избирался членом Сеймика Опольского воеводства от партии «Гражданская платформа».